# Erioptera (Erioptera) tenuirama
Erioptera (Erioptera) tenuirama is een tweevleugelige uit de familie steltmuggen (Limoniidae). De soort komt voor in het Palearctisch gebied.